# Draymond Green
Draymond Jamal Green (Saginaw, Míchigan, 4 de marzo de 1990) es un jugador de baloncesto estadounidense que pertenece a la plantilla de los Golden State Warriors de la NBA. Con 1,98 metros de estatura, juega en la posición de ala-pívot. Es cuatro veces campeón de la NBA, cuatro veces All-Star, dos veces miembro del mejor quinteto de la NBA y dos veces medallista de oro olímpico. Considerado uno de los mejores jugadores defensivos de todos los tiempos, es nueve veces miembro del mejor quinteto defensivo de la NBA, fue Jugador defensivo del año de la NBA en 2017 y lideró la liga en robos ese mismo año.
Se le considera uno de los mejores jugadores defensivos de la década de 2010, conocido por sus robo de balóns, tapones, rebotes y juego defensivo en general. Criticado por su conducta en la cancha y su juego físicamente agresivo, tiene la segunda mayor cantidad de expulsiones en su carrera de cualquier jugador de la NBA, solo por detrás de Rasheed Wallace.[cita requerida]

## Trayectoria deportiva

### Instituto
Green asistió al instituto Saginaw High School en Saginaw (Míchigan), donde jugó bajo las órdenes del entrenador Lou Dawkins. Como estudiante de segundo año en 2005-06, promedió 12 puntos y 11 rebotes por partido. Como jugador júnior en 2006-07, promedió 25 puntos, 13 rebotes, tres asistencias y tres robos por partido, mientras llevaba a Saginaw al Campeonato Estatal de Clase A y un récord de 26-1.
El 14 de noviembre de 2007, firmó una carta nacional de intención de jugar al baloncesto universitario para el estado de Míchigan. Green también había considerado unirse a Míchigan o Kentucky.
Como sénior en 2007-08, promedió 20 puntos, 13 rebotes y dos tapones por encuentro lidernado a los Troyans a un récord de 27-1, un ranking nacional N.º 4 por USA Today y un Campeonato Estatal de Clase A por segundo año consecutivo. Posteriormente, fue nombrado capitán del Detroit Free Press All-State Dream Team, y fue calificado como el jugador N.º 36 en la ESPN 150, incluyéndole como el ala-pívot N.º 13.

### Universidad

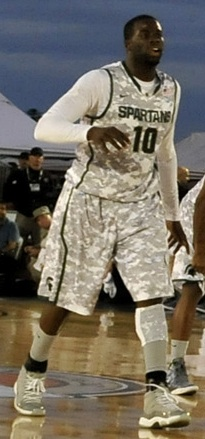
Green con Míchigan en 2011.

#### Primer año
Como un estudiante de primer año para el estado de Míchigan en 2008-09, Green apareció en 37 partidos, promedió 3,3 puntos y 3,3 rebotes por juego en la temporada. Durante el torneo de la NCAA 2009 del estado de Míchigan, Green hizo un promedio de 8,5 puntos y 5,3 rebotes, ocupando el cuarto lugar en la anotación y el segundo en rebotes mientras acertaba un .679 de tiros de campo en el torneo.

#### Segundo año
Como estudiante de segundo año en 2009-10, Green apareció en 37 juegos, tres como titular, ya que promedió 9,9 puntos, 7,7 rebotes, 3 asistencias y 1,2 robos por partido. Se convirtió en el primer jugador en la historia del estado de Míchigan a ser nombrado Big Ten sexto hombre del año, ganando el premio por voto unánime. También obtuvo los honores All-Big Ten del tercer equipo y recibió el premio al Jugador Más Mejorado de MSU. Dos veces, Green anotó un récord de 19 puntos, el 10 de diciembre contra Oakland y el 30 de diciembre contra Texas-Arlington. También tuvo siete partidos con dobles dobles, incluyendo 17 puntos y 16 rebotes el 6 de febrero contra Illinois.

#### Tercer año
Como juvenil en 2010-11, Green promedió 12,6 puntos y 8,6 rebotes por partido. El 10 de febrero de 2011, Green siguió a Charlie Bell y Magic Johnson para ser el tercer jugador de baloncesto masculino de Míchigan State en registrar un triple-doble. En el torneo de 2011 de la división I de la NCAA, registró su segundo triple-doble de la temporada y el séptimo en historia del torneo de NCAA en la derrota contra UCLA.

#### Último año
Como sénior en 2011-12, Green capitaneó a los Spartans a un campeonato de Big Ten de la temporada regular y al torneo Big Ten. El equipo de 2011-12 compiló un récord de temporada regular de 24-7 y una marca de 13-5 en el juego Big Ten, bueno para el título de la decimotercera conferencia del equipo y el tercero en los cuatro años anteriores. Green fue nombrado jugador de la semana de la Big Ten cuatro veces durante la temporada; Ningún otro Spartan de la historia ha ganado el premio más de tres veces en una sola temporada. El 5 de marzo de 2012, Green fue nombrado Big Ten Player of the Year por los entrenadores y los medios de comunicación y estuvo en el equipo All-Big Ten. El 10 de marzo de 2012, Draymond pasó a Johnny Green como el segundo reboteador de todos los tiempos en la MSU, terminando con 1046 rebotes en su carrera.
El 16 de marzo de 2012, Green registró su tercer triple, fue contra Brooklyn en la segunda ronda del Torneo NCAA de 2012 y se unió a Oscar Robertson y Magic Johnson como el tercer jugador en la historia de la NCAA en tener dos triples-dobles en su carrera en el torneo de la NCAA. El 22 de marzo, en una derrota ante Louisville, atrapó 16 rebotes, lo que le lleva a 1096 rebotes de carrera, el máximo en la historia del estado de Míchigan por delante de Greg Kelser. Terminó su carrera como uno de los tres jugadores en la historia del estado de Míchigan con, más de 1000 puntos y 1000 rebotes.

#### Estadísticas
| Año     | Equipo         | PJ  | PT | MPP  | %TC  | %3P  | %TL  | RPP  | APP | ROB | TPP | PPP  |
| ------- | -------------- | --- | -- | ---- | ---- | ---- | ---- | ---- | --- | --- | --- | ---- |
| 2008-09 | Michigan State | 37  | 0  | 11.3 | .556 | .000 | .615 | 3.3  | .8  | .6  | .2  | 3.3  |
| 2009-10 | Michigan State | 37  | 3  | 25.5 | .525 | .125 | .672 | 7.7  | 3.0 | 1.2 | .9  | 9.9  |
| 2010-11 | Michigan State | 34  | 28 | 30.1 | .426 | .366 | .683 | 8.6  | 4.1 | 1.8 | 1.1 | 12.6 |
| 2011-12 | Michigan State | 37  | 36 | 33.2 | .449 | .388 | .723 | 10.6 | 3.8 | 1.5 | .9  | 16.2 |
| Total   | Total          | 145 | 66 | 25.0 | .467 | .361 | .687 | 7.6  | 2.9 | 1.2 | .8  | 10.5 |

### Profesional

#### Golden State Warriors (2012-presente)

##### Temporada 2012-13: Ganando minutos

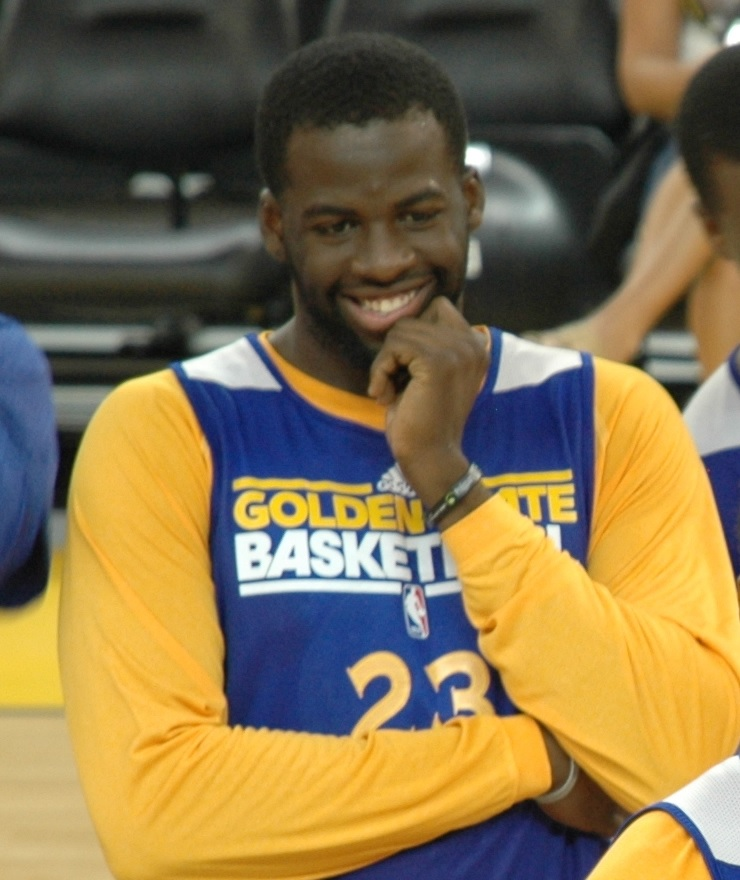
Green con los Warriors siendo un rookie en 2012.

Green fue seleccionado con la selección número 35 en el draft de la NBA de 2012 por  Golden State Warriors. El 30 de julio de 2012, firmó un contrato por tres años y $ 2,6 millones con los Warriors. En su debut en la NBA en la apertura de la temporada de los Warriors el 31 de octubre contra los Phoenix Suns, Green jugó un minuto, hizo un rebote defensivo y cometió una falta. Green recibió más tiempo de juego en los siguientes partidos, especialmente después de las lesiones de Brandon Rush y Richard Jefferson. Después de obtener poco tiempo de juego al comienzo de la temporada, el 22 de noviembre, Green jugaba 15-20 minutos por partido, y el 9 de diciembre, Green ganó un papel más grande en el equipo, los Warriors habían ganado 8 de 10 juegos. El 12 de diciembre, Green anotó la canasta ganadora con 0,9 segundos de ventaja en la victoria de los Warriors 97-95 sobre el campeón actual, los Miami Heat.
En los Playoffs de 2013 de la NBA Green mejoró su porcentaje de tres puntos y su rendimiento ofensivo en el transcurso de la serie, ayudando a los Warriors a ganar la primera ronda en seis partidos. El 8 de mayo, Green fue titular en el segundo encuentro de la serie de la segunda ronda de los Warriors contra los San Antonio Spurs. En la victoria de los Warriors 100-91, la primera victoria de los Warriors en San Antonio desde la temporada 1996-97, Green fue titular en lugar de Festus Ezeli. Green jugó 32 minutos y registró 5 puntos en 2 de 8 tiros, 7 rebotes y 5 asistencias. Los Spurs ganaron la serie 4 a 2, terminando la temporada de los Warriors.

##### Temporada 2013-14: Sexto hombre
Green perdió 20 kilos en la pretemporada de 2013 y mostró mejoría en tiro de tres puntos y defensa como jugador de segundo año. El 1 de diciembre de 2013, en la victoria de los Warriors 115-113 sobre los Sacramento Kings, Green anotó un tiro ganador para dar a los Warriors una ventaja de 113-111 con 28.7 segundos restantes. El 25 de diciembre, Green fue expulsado del juego de los Warriors contra Los Angeles Clippers por cometer una segunda falta flagrante en el ala-pívot de Clippers Blake Griffin. Al día siguiente, la NBA multó a Green con 15,000$ por haber sido expulsado. A finales de la temporada, se convirtió en ala-pívot debido a la lesión del titular David Lee. El 14 de abril de 2014, en el segundo último partido de los Warriors de la temporada regular, Green registró 20 puntos y 12 rebotes saliendo del banquillo para ayudar a su equipo a derrotar a los Minnesota Timberwolves, 130-120 .

##### Temporada 2014-15: Titular y primer campeonato NBA
Con el resurgimiento de los Warriors llegó también el avance que el equipo esperaba de Green. Con David Lee fuera de la alineación de los Warriors con una lesión en el tendón de la corva al comenzar la temporada, Green fue movido a la alineación titular como su reemplazo en la posición de ala-pívot. El 2 de enero de 2015, Green registró el primer triple doble de su carrera con 16 puntos, 11 rebotes y 13 asistencias en una victoria 126-105 sobre los Toronto Raptors. Terminó segundo en el Premio al Jugador Defensivo del Año y el Premio al Jugador Más Mejorado. Green realizó una gran temporada con un campeonato de la NBA y un triple doble en el sexto partido de las Finales de la NBA, jugando de pívot en lugar de Andrew Bogut. Se convirtió en el sexto jugador de la historia de la NBA en conseguir un triple doble en un partido de finales de la NBA, uniéndose a Magic Johnson, Larry Bird, James Worthy, Tim Duncan y LeBron James.

##### Temporada 2015-16: Primer All-Star y derrota final

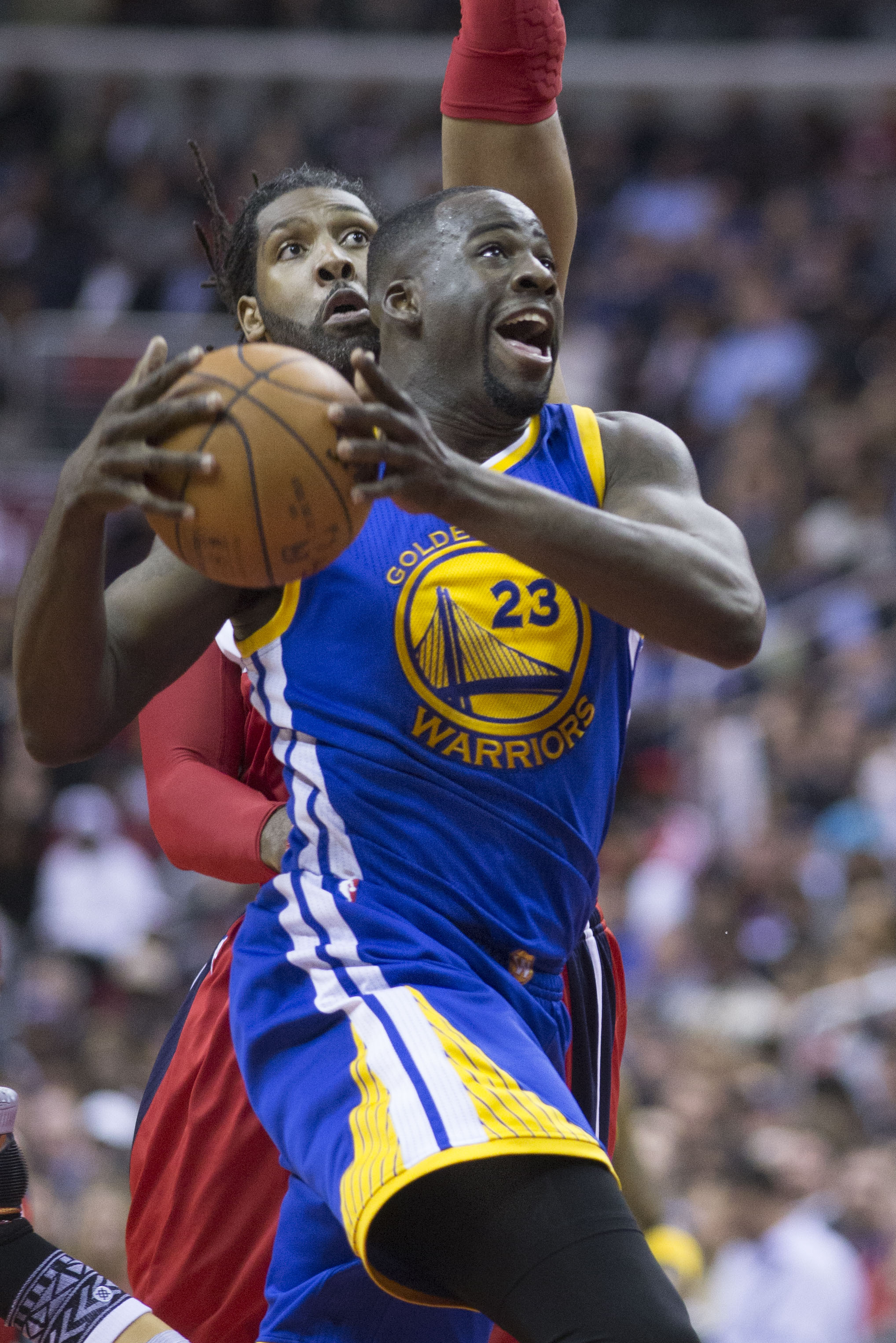
Green con GSW en 2016.

El 9 de julio de 2015, Green firmó de nuevo con los Warriors un contrato de cinco años, $ 82 millones. El 24 de noviembre, registró 18 puntos y 7 rebotes en una victoria sobre los Lakers de Los Ángeles, y los Warriors establecieron el récord de mejor inicio en la historia de la NBA con 16-0. Tres días más tarde, registró su tercer triple de la carrera doble con 14 puntos, 10 rebotes y 10 asistencias en una victoria 135-116 sobre los Suns de Phoenix. Su cuarto triple doble llegó el próximo partido el 28 de noviembre contra los Sacramento Kings. Green tuvo 13 puntos, 11 rebotes y 12 asistencias, convirtiéndose en el primer jugador de los Warriors con triple-dobles consecutivos desde Wilt Chamberlain en 1964.
El 11 de diciembre, Green se convirtió en el primer jugador desde que Nicolas Batum en 2012 en registrar cinco o más en las cinco categorías estadísticas más importantes. En poco menos de 50 minutos de acción, registró 24 puntos, 11 rebotes, 8 asistencias, 5 robos y 5 tapones en una victoria por 124-119 en doble prórroga sobre Boston Celtics, aumentando su racha de victorias invicto al inicio de la temporada a 24- 0. Al día siguiente, la los Warriors fueron derrotadas por los Milwaukee Bucks, perdiendo su primer partido de la temporada 108-95, a pesar del esfuerzo de Green de 24 puntos y 11 rebotes. El 4 de enero de 2016, Green se convirtió en el segundo jugador de los Warriors en conseguir tres dobles triples consecutivos (el otro es Tom Gola en 1959-60), ayudando a Golden State a conseguir su 35ª victoria consecutiva en la temporada regular en casa con 111-101 Victoria sobre los Charlotte Hornets. El 28 de enero, fue nombrado suplente para el All-Star con el equipo de la Conferencia Oeste, siendo esta su primera selección para el All-Star. El 27 de marzo, consiguió el decimosegundo triple doble de la temporada en una victoria sobre los Philadelphia 76ers. Tres días después, en una victoria sobre el Utah Jazz, Green se convirtió en el primer jugador en la historia de la NBA en registrar 1.000 puntos, 500 rebotes, 500 asistencias, 100 robos y 100 tapones en una temporada. Al final de la temporada regular, Green fue seleccionado al Segundo Equipo de la NBA, terminó en segundo puesto para el Jugador Defensivo del Año y fue seleccionado en el Equipo defensivo de la Temporada, siendo el segundo más votado.
Habiendo acabado como primero en la Conferencia Oeste, los Warriors eliminaron al n.º 8 Houston Rockets, 4-1, y avanzaron a la segunda ronda contra Portland. En el primer partido contra los Trail Blazers, Green registró el segundo triple-doble en Playoffs de su carrera con 23 puntos, 13 rebotes y 11 asistencias en una victoria 118-106. Los Warriors ganaron la serie 4-1, avanzando a las Finales de Conferencia Oeste contra Oklahoma City Thunder. En el tercer partido, Green dio una patada en la entrepierna al pívot de los Thunder Steven Adams. La falta fue cambiada como una falta flagrante 1 a un Flagrante 2 y fue multado $ 25.000. Los Warriors ganaron la serie en siete partidos después de remontar un déficit de 3-1. En el segundo partido de las Finales de la NBA contra los Cavaliers de Cleveland, Green tuvo 28 puntos con cinco triples, siete rebotes y cinco asistencias para llevar a los Warriors a una victoria de 110-77 y una ventaja de 2-0 en la serie. Golden State avanzó 3-1 en el cuarto partido, durante el cual Green y LeBron James de Cleveland tuvieron que ser separados. Los dos se habían enredado en los minutos finales de la victoria de los Warriors 108-97. Green cayó al suelo, y James pasó por encima de él. Sintiéndose irrespetuoso, Green le balanceó el brazo y pareció hacer contacto con la ingle de James. Después del partido, Green fue sancionado con Flagrante 1 porque el contacto se consideró "innecesario" y "vengativo", a James se le dio una falta técnica por burla. Habiendo acumulado su cuarto punto de falta flagrante en los playoffs, Green fue suspendido para el quinto partido. Los Warriors perdieron la serie en siete partidos, tras haber ido ganado 3-1.

##### Temporada 2016-17: Segundo campeonato y mejor jugador defensivo
El 13 de diciembre, registró su décimo quinto triple de la carrera con 12 puntos, 12 rebotes y 10 asistencias, junto con cuatro robos, en una victoria 113-109 sobre los Pelicans de New Orleans. El 16 de enero, registró su tercer triple doble de la temporada con 11 puntos, 13 rebotes y 11 asistencias, igualando la mejor marca de tapones de su carrera con cinco, en una victoria por 126-91 sobre los Cleveland Cavaliers. El 26 de enero, fue nombrado suplente en el All-Star de 2017.
El 10 de febrero de 2017, Green anotó solo cuatro puntos, pero terminó con 12 rebotes, 10 asistencias y 10 robos. Su triple doble fue el primero en la historia de la NBA con menos de 10 puntos anotados. También fue el segundo en la historia de la NBA con al menos 10 rebotes, 10 asistencias y 10 robos en un partido. Green se convirtió en el primer jugador en la historia de la NBA en registrar 10 robos y cinco tapones en un partido desde la temporada 1973-74, cuando se convirtieron en estadísticas oficiales. Los 10 robos también establecieron un récord de Warriors y fue el primer partido de 10 robos en la NBA desde Brandon Roy en enero de 2009. El 14 de marzo de 2017 Green se convirtió en el undécimo jugador en la historia de la franquicia con 400 tapones, superando a Andrew Bogut. El 31 de marzo contra Houston, Green se convirtió en el primer jugador de los Warriors con 150 robos y 100 tapones en una temporada, y el primero en la NBA en hacerlo desde Dwyane Wade en la 2008-09. El 2 de abril, Green tuvo el decimonoveno triple-doble de su carrera y quinto de la temporada con 11 puntos, 13 asistencias y 12 rebotes en una victoria 139-115 sobre los Washington Wizards. Los Warriors terminaron la temporada regular con un récord de 67-15 y entraron en los playoffs en primera posición en el Oeste.
Los Warriors pasaron sin perder un partido tanto la primera como la segunda ronda de los playoffs, mientras que Green registró su tercer triple-doble en playoffs con 17 puntos, 10 rebotes y 11 asistencias en el cuarto partido de La segunda ronda contra el Utah Jazz.  Los Warriors también barrieron a los San Antonio Spurs por 4-0 en las Finales de la Conferencia Oeste para avanzar a las Finales de la NBA por tercera temporada consecutiva mientras se convirtieron en el primer equipo en la historia de la NBA en llegar a la final con 12-0 en los playoffs. Green ayudó a los Warriors a ganar su segundo campeonato en tres años con una victoria por 4-1 sobre los Cleveland Cavaliers en la final de la NBA de 2017. En la noche de premios de final de temporada, Green fue nombrado Mejor Defensor de la NBA, convirtiéndose en el primer jugador en la historia de los Warriors en ganar el premio.

##### Temporada 2017-18: Tercer título
En el partido inaugural de la temporada de los Warriors contra los Houston Rockets el 17 de octubre de 2017, Green dejó el encuentro en la segunda mitad por una lesión en la rodilla izquierda después de haber aportado nueve puntos, 13 asistencias y 11 rebotes. Los Warriors terminaron perdiendo 122-121. El día de Navidad de 2017 consiguió 12 puntos, 12 rebotes y 11 asistencias en una victoria por 99-92 sobre los Cleveland Cavaliers, igualando el récord de la carrera de la franquicia con su vigésimo triple-doble. Cuatro días más tarde, anotó ocho puntos, capturó 11 rebotes e igualó su mejor marca personal con 16 asistencias en una derrota por 111-100 ante los Charlotte Hornets. El 4 de enero de 2018, en una victoria por 124-114 sobre los Houston Rockets, Green registró 17 puntos, 14 rebotes y 10 asistencias para convertirse en el líder de la franquicia en triples-dobles con 21, superando a Tom Gola. Cuatro días después, registró su máximo de la temporada de 23 puntos y 10 asistencias en una victoria por 124-114 sobre los Denver Nuggets. El 20 de enero de 2018 consiguió 21 puntos y siete rebotes en una derrota por 116-108 ante los Houston Rockets, superando así la marca de los 4.000 puntos (4.019) y alcanzando también los 3.000 rebotes en su carrera. El 24 de febrero de 2018, en una victoria por 112-80 sobre Oklahoma City Thunder, superó a Chris Mullin (488) y se ubicó en el octavo lugar de la lista de taponadores de los Warriors. El 8 de marzo logró su tercer triple-doble de la temporada, con 11 puntos, 12 rebotes y 10 asistencias, en una victoria por 110–107 ante San Antonio Spurs.
Ayudó a los Warriors a derrotar a los Spurs en la primera ronda de los playoffs en cinco partidos, consiguiendo 17 puntos, 19 rebotes (récord personal en los playoffs) y siete asistencias en una victoria por 99-91 en el quinto encuentro. En el primer partido de la serie de segunda ronda de los Warriors ante los New Orleans Pelicans, registró su cuarto triple-doble de postemporada con 16 puntos, 15 rebotes, 11 asistencias, tres robos y dos tapones en una victoria por 123-101. Superó los tres triples-dobles de Gola en playoffs, récord hasta entonces de la franquicia. En el cuarto partido anotó ocho puntos, capturó nueve rebotes, dio nueve asistencias, robó cuatro balones y puso dos tapones en la victoria por 118-92. Con su cuarto rebote, Green se convirtió en el tercer jugador en la historia de los Warriors en alcanzar los 800 rebotes en playoffs, uniéndose a Wilt Chamberlain (922) y Nate Thurmond (896). En el séptimo partido de las finales de la Conferencia Oeste, anotó 10 puntos, capturó 13 rebotes y dio cinco asistencias, y los Warriors consiguieron su cuarto viaje consecutivo a las finales de la NBA al vencer a los Rockets por 101-92. En el tercer partido de las Finales de la NBA de 2018, superó a Chamberlain con la mayor cantidad de rebotes en la historia de los playoffs de la franquicia. Los Warriors continuaron barriendo la serie contra los Cavaliers para repetir título de forma consecutiva.

##### Temporada 2018-19: Derrota en la final

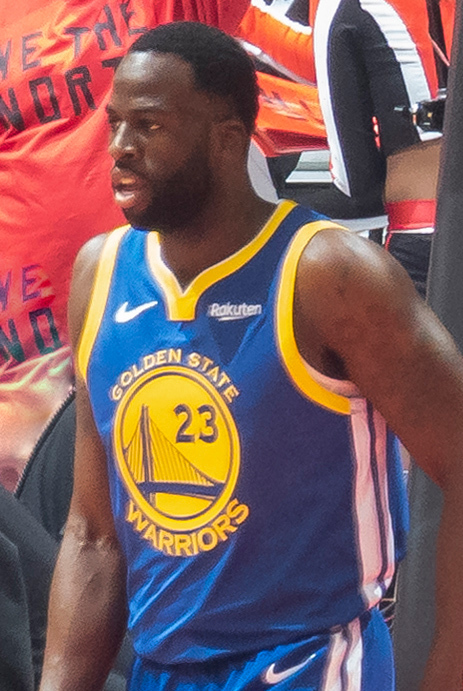
Green en 2019.

Después de estar limitado durante la pretemporada por un dolor en la rodilla, jugó sin problemas durante los primeros 10 partidos de la temporada. El 5 de noviembre contra los Memphis Grizzlies jugó menos de 14 minutos debido a una contusión en el pie derecho. Posteriormente se perdió los siguientes dos partidos debido a un esguince en el dedo del pie derecho. Regresó a las pistas el 12 de noviembre contra Los Angeles Clippers. Una acalorada discusión durante y después del partido entre él y Kevin Durant sobre el próximo estatus de agente libre de Durant llevó a que Green fuera suspendido para el partido que los Warriors disputarían contra Atlanta Hawks al día siguiente. Jugó el 15 de noviembre contra los Houston Rockets, pero luego se perdió los siguientes once partidos por el mismo esguince en el dedo del pie derecho. En su partido de regreso el 10 de diciembre, consiguió siete puntos, diez rebotes y siete asistencias en una victoria por 116-108 sobre los Minnesota Timberwolves. El 24 de enero capturó 15 rebotes, el máximo de la temporada, en una victoria por 126-118 sobre los Washington Wizards.
En el sexto partido de la serie de playoffs de primera ronda de los Warriors contra los Clippers, Green registró su quinto triple-doble de playoffs de su carrera con 16 puntos, 14 rebotes y 10 asistencias en una victoria por 129-110 que aseguró la serie. En el tercer partido de la segunda ronda, registró 19 puntos, 11 rebotes y 10 asistencias en una derrota en la prórroga por 126-121 ante los Rockets. Con 10 rebotes contra los Portland Trail Blazers en el segundo partido de las Finales de la Conferencia Oeste, Green estableció un récord personal con su séptimo partido de playoffs consecutivo con al menos 10 rebotes, rompiendo su marca anterior de postemporada de seis de 2018. En el tercer partido logró su séptimo triple-doble en playoffs con 20 puntos, 13 rebotes y 12 asistencias en una victoria por 110-99. Ayudó a los Warriors a barrer en la serie con un triple doble de 18 puntos, 14 rebotes y 11 asistencias en una victoria por 119-117 en la prórroga en el cuarto encuentro. En el primer partido de las Finales de la NBA de 2019, logró un triple-doble con 10 puntos, 10 rebotes y 10 asistencias en la derrota por 118-109 ante los Toronto Raptors. En el sexto partido consiguió 11 puntos, 19 rebotes y 13 asistencias, y los Warriors perdieron las finales 4-2. Terminó con seis triples-dobles en los playoffs, empatando con Magic Johnson en el segundo lugar en una sola postemporada en la historia de la NBA.
El 3 de agosto de 2019 firmó una extensión de contrato por cuatro años y 100 millones de dólares para permanecer con el equipo, evitando la posibilidad de recibir varios millones de dólares más si se convertía en agente libre el año siguiente.

##### Temporada 2019-20: Fuera de Playoffs
El 1 de febrero de 2020 igualó el récord personal de 16 asistencias en la victoria de los Warriors por 131-112 sobre los Cleveland Cavaliers.

##### Temporada 2020-21: Plaga de lesiones
El 9 de agosto de 2020, la NBA multó a Green con 50.000 dólares después de hacer declaraciones que violaban las reglas antimanipulación de la liga. Hablando como analista en el programa previo al partido de TNT entre los Orlando Magic y los Philadelphia 76ers el 7 de agosto, afirmó que quería a Devin Booker "fuera de Phoenix", y agregó que no era bueno para él ni para su carrera. Cuando uno de los presentadores del programa le preguntó en el aire si estaba manipulando, respondió: "Tal vez".
En la temporada 2020-21, se perdió la mayor parte de la pretemporada tras dar positivo por COVID-19. Luego estuvo fuera de los primeros cuatro partidos de la temporada debido a una lesión en el pie. El 26 de febrero de 2021, en la victoria ante Charlotte Hornets, registró su récord personal de asistencias con 19, acompañado del vigésimo noveno triple doble de su carrera, superando a Michael Jordan en el 17.º puesto de triples-dobles en una carrera. Al término de la temporada fue incluido en el mejor quinteto defensivo de la liga.

##### Temporada 2021-22: Cuarto título
El 16 de enero de 2022, sufría una lesión en la pantorrilla, que lo mantendría fuera de competición varias semanas. A pesar de ello, el 3 de febrero, se anunció su presencia como reserva en el All-Star Game de la NBA 2022, siendo la cuarta participación de su carrera. Aunque finalmente no pudo participar por lesión, y fue reemplazado por Dejounte Murray. Al término de la temporada fue incluido en el segundo mejor quinteto defensivo de la liga. El 16 de junio se proclama campeón de la NBA por cuarta vez en su carrera, tras vencer a los Celtics en la Final (4-2).

##### Temporada 2022-23
Al término de la temporada 2022-23 fue incluido en el segundo mejor quinteto defensivo de la liga.

##### Temporada 2023-24
Antes del comienzo de la 2023-24, en junio de 2023, acuerda una extensión de contrato con los Warriors por 4 años y $100 millones. El 14 de noviembre, durante una disputa en el encuentro ante Minnesota Timberwolves, agarra del cuello a Rudy Gobert por lo que es expulsado del partido, y sancionado con 5 encuentros de suspensión. El 12 de diciembre ante Phoenix Suns agrede a Jusuf Nurkić, es expulsado del encuentro y al día siguiente la NBA le suspende indefinidamente, regresando a las canchas el 15 de enero de 2024.

##### Temporada 2024-25
Fue elegido defensor del mes de marzo de la Conferencia Oeste, y al término de la temporada regular fue galardonado con el Premio Hustle. Al término de la temporada fue incluido por quinta vez en el mejor quinteto defensivo de la NBA.

## Estilo de juego
A pesar de ser un jugador de tamaño reducido para su posición (1,98 m), Green es un excelente defensor; Puede defender tanto jugadores interiores como exteriores. Puede defender a los jugadores tanto en el poste bajo como en el perímetro. Green estudia los hábitos de los oponentes y aprovecha su preparación junto con su musculatura y la fuerza. Ofensivamente, puede manejar la pelota en contraataques y dar pases a sus compañeros de equipo para que anoten. Green también es capaz de anotar cerca de la canasta.

## Selección nacional
En 2016, fue parte del combinado nacional que consiguió el oro olímpico en Río 2016.
En verano de 2021, fue parte de la selección absoluta estadounidense que participó en los Juegos Olímpicos de Tokio 2020, que ganó la medalla de oro.

## Estadísticas de su carrera en la NBA
|  | Denota temporada en la que ganó un campeonato de la NBA |
|  | Líder de la liga                                        |

### Temporada regular
| Año      | Equipo       | PJ  | PT  | MPP  | %TC  | %3P  | %TL  | RPP | APP | ROB | TPP | PPP  |
| -------- | ------------ | --- | --- | ---- | ---- | ---- | ---- | --- | --- | --- | --- | ---- |
| 2012-13  | Golden State | 79  | 1   | 13.4 | .327 | .209 | .818 | 3.3 | .7  | .5  | .3  | 2.9  |
| 2013-14  | Golden State | 82  | 12  | 21.9 | .407 | .333 | .667 | 5.0 | 1.9 | 1.2 | .9  | 6.2  |
| 2014-15  | Golden State | 79  | 79  | 31.5 | .443 | .337 | .660 | 8.2 | 3.7 | 1.6 | 1.3 | 11.7 |
| 2015-16  | Golden State | 81  | 81  | 34.7 | .490 | .388 | .696 | 9.5 | 7.4 | 1.5 | 1.4 | 14.0 |
| 2016-17  | Golden State | 76  | 76  | 32.5 | .418 | .308 | .709 | 7.9 | 7.0 | 2.0 | 1.4 | 10.2 |
| 2017-18  | Golden State | 70  | 70  | 32.7 | .454 | .301 | .775 | 7.6 | 7.3 | 1.4 | 1.3 | 11.0 |
| 2018-19  | Golden State | 66  | 66  | 31.3 | .445 | .285 | .692 | 7.3 | 6.9 | 1.4 | 1.1 | 7.4  |
| 2019-20  | Golden State | 43  | 43  | 28.4 | .389 | .279 | .759 | 6.2 | 6.2 | 1.4 | .8  | 8.0  |
| 2020-21  | Golden State | 63  | 63  | 31.5 | .447 | .270 | .795 | 7.1 | 8.9 | 1.7 | .8  | 7.0  |
| 2021-22  | Golden State | 46  | 44  | 28.9 | .525 | .296 | .659 | 7.3 | 7.0 | 1.3 | 1.1 | 7.5  |
| 2022-23  | Golden State | 73  | 73  | 31.5 | .527 | .305 | .713 | 7.2 | 6.8 | 1.0 | .8  | 8.5  |
| 2023-24  | Golden State | 55  | 52  | 27.1 | .497 | .395 | .730 | 7.2 | 6.0 | 1.0 | .9  | 8.6  |
| 2024-25  | Golden State | 68  | 66  | 29.2 | .424 | .325 | .687 | 6.1 | 5.6 | 1.5 | 1.0 | 9.0  |
| Total    | Total        | 881 | 726 | 28.7 | .449 | .320 | .710 | 6.9 | 5.6 | 1.3 | 1.0 | 8.7  |
| All-Star | All-Star     | 3   | 0   | 15.7 | .375 | .000 | .750 | 5.7 | 2.7 | 2.0 | .7  | 3.0  |

### Playoffs
| Año   | Equipo       | PJ  | PT  | MPP  | %TC  | %3P  | %TL  | RPP  | APP | ROB | TPP | PPP  |
| ----- | ------------ | --- | --- | ---- | ---- | ---- | ---- | ---- | --- | --- | --- | ---- |
| 2013  | Golden State | 12  | 1   | 18.6 | .429 | .391 | .765 | 4.3  | 1.6 | .5  | .8  | 5.8  |
| 2014  | Golden State | 7   | 4   | 32.6 | .467 | .276 | .792 | 8.3  | 2.9 | 1.7 | 1.7 | 11.9 |
| 2015  | Golden State | 21  | 21  | 37.3 | .417 | .264 | .736 | 10.1 | 5.2 | 1.8 | 1.2 | 13.7 |
| 2016  | Golden State | 23  | 23  | 38.2 | .431 | .365 | .738 | 9.9  | 6.0 | 1.6 | 1.8 | 15.4 |
| 2017  | Golden State | 17  | 17  | 34.9 | .447 | .410 | .687 | 9.1  | 6.5 | 1.8 | 1.6 | 13.1 |
| 2018  | Golden State | 21  | 21  | 39.0 | .432 | .266 | .796 | 10.6 | 8.1 | 2.0 | 1.5 | 10.8 |
| 2019  | Golden State | 22  | 22  | 38.7 | .498 | .228 | .718 | 10.1 | 8.5 | 1.5 | 1.5 | 13.3 |
| 2022  | Golden State | 22  | 22  | 32.0 | .479 | .205 | .638 | 7.2  | 6.3 | 1.1 | 1.0 | 8.0  |
| 2023  | Golden State | 12  | 9   | 30.6 | .462 | .250 | .727 | 6.9  | 6.8 | 1.5 | 1.0 | 9.4  |
| 2025  | Golden State | 12  | 12  | 32.4 | .389 | .267 | .692 | 5.5  | 3.8 | 1.4 | .9  | 9.1  |
| Total | Total        | 169 | 152 | 34.5 | .445 | .300 | .726 | 8.6  | 6.0 | 1.5 | 1.3 | 11.4 |

## Vida personal
Draymond es hijo de Mary Babers y Wallace Davis. Su padrastro es Raymond Green, y tiene dos hermanos, Torrian Harris y Braylon Green, y tres hermanas, LaToya Babers, Jordan Davis y Gabby Davis.
Se considera cristiano.
Tiene un hijo, nacido con su entonces novia Jelissa Hardy.
En el verano de 2012, se mudó a un apartamento en Emeryville (California), ya que consideraba demasiado caro vivir en San Francisco, como la mayoría de sus compañeros de los Warriors, y explicaba su elección de un apartamento modesto:

"I've been pretty broke my entire life. I'm not going to live that same life, but I'm going to keep those same principles."
"He estado bastante arruinado toda mi vida. No voy a vivir esa misma vida, pero voy a mantener esos mismos principios."

El 14 de septiembre de 2015, donó $3,1 millones a la Universidad Estatal de Míchigan, la mayor donación de un atleta en la historia de la universidad, para ayudar a construir una nueva instalación deportiva y financiar un programa de dotación para becas.
El 10 de julio de 2016, fue arrestado por agresión en East Lansing (Míchigan). La noche anterior, tuvo un enfrentamiento con el defensa de los Michigan State, Jermaine Edmondson. El informe de la detención cita que Green fue a un bar y se topó con Edmondson. Tras un intercambio verbal, dos amigos de Green supuestamente increparon a Edmondson y a su novia. La noche siguiente, tanto Green como Edmondson asistieron a otro local en East Lansing, donde Edmondson se enfrentó a Green por el incidente de la noche anterior. Green supuestamente golpeó a Edmondson en el pecho y le dio una bofetada o un puñetazo en la cara. Los agentes que efectuaron la detención declararon que Green tenía una tasa de alcohol en sangre de 0,10 y admitió haber abofeteado a Edmondson y pidió disculpas a la víctima. Tras pagar una fianza de 200 dólares, quedó en libertad cuatro horas después de la detención.
En agosto de 2022 se casó con la actriz Hazel Renee, con la que tiene dos hijos.
En octubre de 2022, durante un entrenamiento de pretemporada, agredió a su compañero de equipo, Jordan Poole. Tras el incidente, Green ofreció una disculpa. Por el altercado, recibió una sanción por parte del equipo, pero no fue suspendido.